# Убеевское сельское поселение
Убеевское се́льское поселе́ние — упразднённое муниципальное образование в Красноармейском районе Чувашии Российской Федерации.
Административный центр — село Убеево.
Законом Чувашской Республики от 14.05.2021 № 30 к 24 мая 2021 года упразднено в связи с преобразованием Красноармейского района в муниципальный округ.

## История
Статус и границы сельского поселения установлены Законом Чувашской Республики от 24 ноября 2004 года № 37 «Об установлении границ муниципальных образований Чувашской Республики и наделении их статусом городского, сельского поселения, муниципального района и городского округа».

## Население
| 2010  | 2012  | 2013  | 2014  | 2015  | 2016  | 2017  |
| ----- | ----- | ----- | ----- | ----- | ----- | ----- |
| 1668  | ↘1652 | ↘1627 | ↘1608 | ↘1561 | ↘1512 | ↘1469 |
| 2018  | 2019  | 2020  | 2021  |       |       |       |
| ↘1441 | ↗1443 | ↗1457 | ↗1472 |       |       |       |

## Состав сельского поселения
| № | Населённый пункт | Тип населённого пункта       | Население |
| - | ---------------- | ---------------------------- | --------- |
| 1 | Байсубино        | деревня                      | ↗230      |
| 2 | Верхние Кожары   | деревня                      | ↘70       |
| 3 | Досаево          | деревня                      | ↗390      |
| 4 | Кирегаси         | деревня                      | ↗35       |
| 5 | Нижние Кожары    | деревня                      | ↗150      |
| 6 | Новые Игити      | деревня                      | ↘137      |
| 7 | Убеево           | село, административный центр | ↗275      |
| 8 | Янмурзино        | деревня                      | ↗496      |